# 王貽典
王貽典（?—?），江蘇省揚州府泰州人，清朝政治人物、同進士出身。
光緒十六年（1890年），参加光緒庚寅科殿試，登進士三甲49名。同年五月，著主事，分部学习。